# Prosciara plusiochaeta
Prosciara plusiochaeta är en tvåvingeart som beskrevs av Heikki Hippa och Pekka Vilkamaa 1991. Prosciara plusiochaeta ingår i släktet Prosciara, och familjen sorgmyggor. Arten är reproducerande i Sverige.